# Herbert Bouffler
Herbert Clifford Bouffler (ur. 16 lutego 1881 w Hackney, zm. w XX wieku) – brytyjski kolarz torowy, srebrny medalista olimpiady.

## Kariera
Największy sukces w karierze Herbert Bouffler osiągnął w 1906 roku, kiedy zdobył srebrny medal w sprincie podczas letniej olimpiady w Atenach. W zawodach tych wyprzedził go jedynie Włoch Francesco Verri, a trzecie miejsce zajął Eugène Debongnie z Belgii. Był to jedyny medal wywalczony przez Boufflera na międzynarodowej imprezie tej rangi. Na tej samej imprezie wystartował także w jeszcze czterech indywidualnych konkurencjach kolarskich, najlepszy wynik osiągając w jeździe na czas na dystansie 1000 m, którą ukończył na ósmej pozycji. Nigdy nie zdobył medalu na torowych mistrzostwach świata.